# Making Contact
Albums de UFO
Mechanix
(1982) Misdemeanor
(1985)
Singles
1. When It's Time to Rock
Sortie : 4 mars 1983

Making Contact est le onzième album studio du groupe de hard rock anglais, UFO. Il est sorti en février 1983 sur le label Chrysalis et a été produit par Mike Glossop.

## Historique
Cet album fut enregistré à Londres (Townhouse Studios, White House studios, Maison Rouge Studios) et au The Manor Studio de Shipton-on-Cherwell.
Il est le premier album du groupe sans Pete Way et le dernier avant la première séparation du groupe. Aucun nouveau bassiste n'avait été engagé, Paul Chapman et Neil Carter se partageant les parties de basse. C'est le bassiste américain, Billy Sheehan (Talas) qui tiendra la basse sur la tournée européenne et l'anglais Paul Gray (The Damned) assura la tournée britannique.
Neil Carter participera grandement à l'écriture des chansons de cet album, ce qui lui donnera un son beaucoup plus pop/rock. 
Cet album se classa à la 32e place dans les charts britanniques et à la 153e place du Billboard 200 aux États-Unis. Le single tiré de cet album, "When It's Time to Rock" atteindra seulement le 70e rang en Grande Bretagne.
Devant le peu de succès des ventes de l'album et de la tournée, le groupe se sépara après la tournée anglaise.

## Liste des titres
| 1. | Blinded by a Lie       | Phil Mogg, Neil Carter | 3:58 |
| 2. | Diesel in the Dust     | Mogg, Carter           | 4:22 |
| 3. | A Fool for Love        | Mogg, Carter           | 3:53 |
| 4. | You and Me             | Mogg, carter           | 3:27 |
| 5. | When It's Time to Rock | Mogg, Paul Chapman     | 5:18 |

| 6.  | The Way the Wild Wind Blows | Mogg, Carter, Chapman | 4:11 |
| 7.  | Call My Name                | Mogg, Carter          | 3:12 |
| 8.  | All Over You                | Mogg, Carter          | 4;12 |
| 9.  | No Gataway                  | Mogg, Carter, Chapman | 3:26 |
| 10. | Push It's Love              | Mogg, Carter          | 3:10 |

| 11. | Everybody Knows (Face B du single When It's Time to Rock) | Mogg, Chapman | 3:36 |
| 12. | When It's Time to Rock (Live, Birmingham - 26 mars 1983)  | Mogg, Chapman | 5:48 |
| 13. | Blinded by a Lie (Live, Oxford - 25 mars 1983)            | Mogg, Carter  | 3:48 |

## Musiciens
- Phil Mogg: chant
- Andy Parker: batterie, percussions
- Paul Chapman: guitare solo, guitares, basse (titres 2, 3, 4, 6, 7, 10 & 11)
- Neil Carter: claviers, guitare rythmique, basse (titres 1, 5, 8 & 9), saxophone surEverybody Knows , chœurs
- Paul Gray: basse (titres 12 & 13)

## Charts

### Album
| Pays                          | Durée du classement | Meilleur classement | Date           |
| ----------------------------- | ------------------- | ------------------- | -------------- |
| Canada (RPM)                  | 5 semaines          | 97e                 | 7 mai 1983     |
| États-Unis (Billboard 200)    | 4 semaines          | 153e                | 14 mai 1983    |
| Royaume-Uni (UK Albums Chart) | 4 semaines          | 32e                 | 6 février 1983 |
| Suède (Sverigetopplistan)     | 2 semaines          | 35e                 | 8 mars 1983    |

### Single
| Single                 | Chart              | Durée du classement | Position | Date         |
| ---------------------- | ------------------ | ------------------- | -------- | ------------ |
| When It's Time to Rock | (UK Singles Chart) | 6 semaines          | 70e      | 27 mars 1983 |